# Calathea flavescens
Calathea flavescens är en strimbladsväxtart som beskrevs av John Lindley. Calathea flavescens ingår i släktet Calathea och familjen strimbladsväxter. Inga underarter finns listade.